# 野沢稲荷神社
野沢稲荷神社（のざわいなりじんじゃ）は、東京都世田谷区の神社。

## 歴史
創建年代は不明である。ただ境内に残されている庚申塔に「元禄8年（1695年）」の銘が入っていることから、江戸時代前期には既に存在していたものと推測される。
『新編武蔵風土記稿』によれば、神体は木像で、烏帽子束帯を身に纏い、白狐に乗り稲穂を持った姿という。野沢村の鎮守であった。
明治時代以降、国家神道の興隆に伴い、拝殿や社務所などが整備されていった。

## 交通アクセス
- 駒沢大学駅より徒歩17分。